# Oberste Heeresleitung

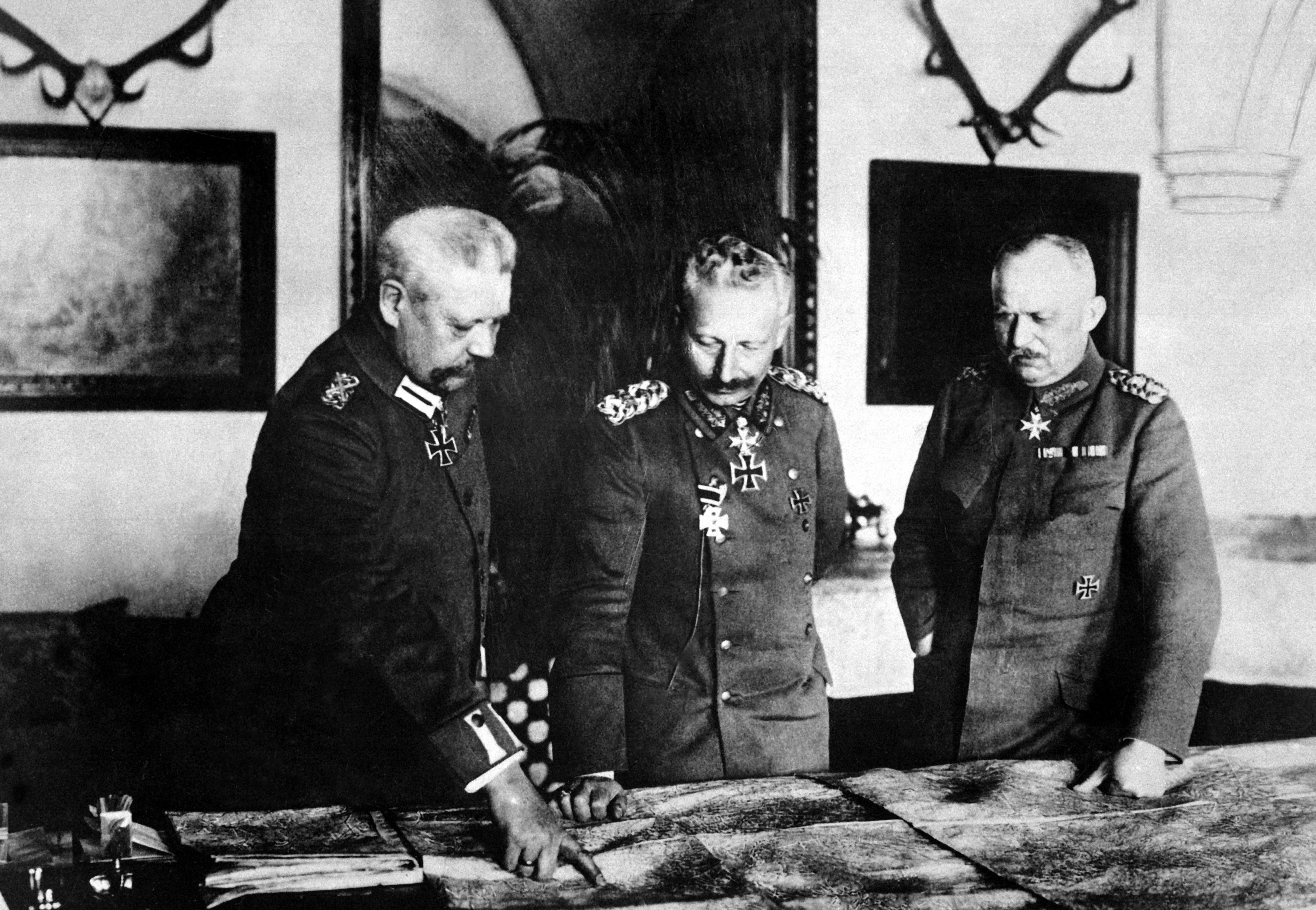
Hindenburg, Guilherme II e Ludendorff, Janeiro de 1917

A oberste Heeresleitung (OHL) era a hierarquia mais elevada do comando do exército alemão durante a Primeira Guerra Mundial.
O comandante supremo do exército era oficialmente o Kaiser Guilherme II, porém, as decisões eram tomadas pelos generais. Sobretudo a partir da 1917, o poder dos generais tornou-se absoluto e historiadores falam de uma ditadura militar a partir de então.

## Os generais no poder
1. Helmuth von Moltke foi o Generalstabschef no início da Guerra. Manteve-se na posição até ao falhanço da ofensiva em Marne.
2. Erich von Falkenhayn, ministro da guerra da Prússia assumiu então o comando. O falhanço em Verdun levaram ao seu afastamento.
3. Paul von Hindenburg foi o terceiro e último líder. Encarregava-se sobretudo das relações públicas. O verdadeiro poder estava com o seu chefe do Estado-Maior Erich Ludendorff.

Ludendorff foi quem decidiu voltar a usar os submarinos, o que acabou por provocar a entrada dos Estados Unidos na guerra e a derrota da Alemanha.
Com a entrada dos EUA na Guerra, os acontecimentos tomariam um novo rumo e a Guerra que os alemães julgavam prestes a ser ganha (sobretudo depois do tratado de Brest-Litovsk, que permitiu mobilizar as tropas da frente leste para a frente oeste) seria perdida surpreendentemente, mesmo sem que as tropas aliadas tivessem penetrado na Alemanha.
Em Outubro de 1918, a OHL sabia que a guerra estava perdida e que a frente alemã poderia ser penetrada a cada momento.
Foi então que Erich Ludendorff tomou uma decisão que teria consequências dramáticas para o futuro da Alemanha. Decidiu tornar a Alemanha uma monarquia parlamentar e colocar o SPD (que Ludendorff e a maioria dos generais desprezavam) no poder. Desde 1870, data da fundação do SPD e do Império Alemão que o SPD era um partido que aspirava à revolução. O seu papel nos destinos políticos da nação era limitado, dados os poderes limitados do parlamento alemão. Em 1918, o SPD assumiu verdadeiramente os comandos políticos do país pela primeira vez. Uma etapa histórica que teria efeitos muito nefastos para o próprio SPD e para a Alemanha.